# Commission pour l'abolition des mutilations sexuelles
Pour les articles homonymes, voir CAMS.
La Commission pour l'abolition des mutilations sexuelles (CAMS) est un groupe de femmes créé en France en 1979 par des membres du Mouvement des Femmes Noires, des femmes françaises et italiennes. À l’origine, la commission se bat pour « abolir définitivement les mutilations sexuelles » et « abolir les mutilations de la personnalité sociale, la polygamie, la maternité obligatoire, le port obligatoire de vêtements de contrainte, la stérilisation forcée, l’analphabétisme ».
En 1982, la CAMS est dissoute, certaines de ses membres vont fonder le groupement pour l'abolition des mutilations sexuelles (GAMS).
La CAMS est rétablie la même année de sa dissolution, en 1982 par Awa Thiam et Linda Weil-Curiel, avocate qui a assuré entre une vingtaine ou une quarantaine de procès pour excision.
À partir de ce moment, l'action est centrée sur l’information des femmes et la pénalisation de la pratique de l’excision et s'inscrit dans le plan interministériel de lutte contre les violences faites aux femmes. Depuis les années 1980, la commission se constitue partie civile dans les procès pour excision.
La CAMS poursuit ses engagements dans la prévention et la lutte contre l’excision et le mariage forcé. La militante pour le droit à l’avortement, Simone Iff a assuré la présidence de la CAMS.

## Listes des membres
Les membres recensées à l'annonce de la création en 1979 dans la revue Questions féministes :
- Awa Thiam, féministe sénégalaise
- Simone de Beauvoir, philosophe française
- Geneviève Clancy, poétesse française
- Élisabeth de Fontenay, philosophe française
- Françoise d’Eaubonne, féministe radicale française
- Benoite Groult, écrivaine française
- Gisèle Halimi, avocate franco-tunisienne
- Luce Irigaray, linguiste française
- Suzanne Lipinska
- Maria Antonietta Macciocchi, femme politique italienne
- Giovanna Madonia
- Clara Malraux, écrivaine française
- Claude Revault d'Allonnes, psychologue française
- Nathalie Sarraute, romancière franco-russe
- Les femmes du Mouvement des femmes noires